# Shikaripur
Shikaripur hay Shikaripura là một thị trấn, đồng thời là thủ phủ taluk Shikaripur, thuộc huyện Shimoga, bang Karnataka, Ấn Độ. 

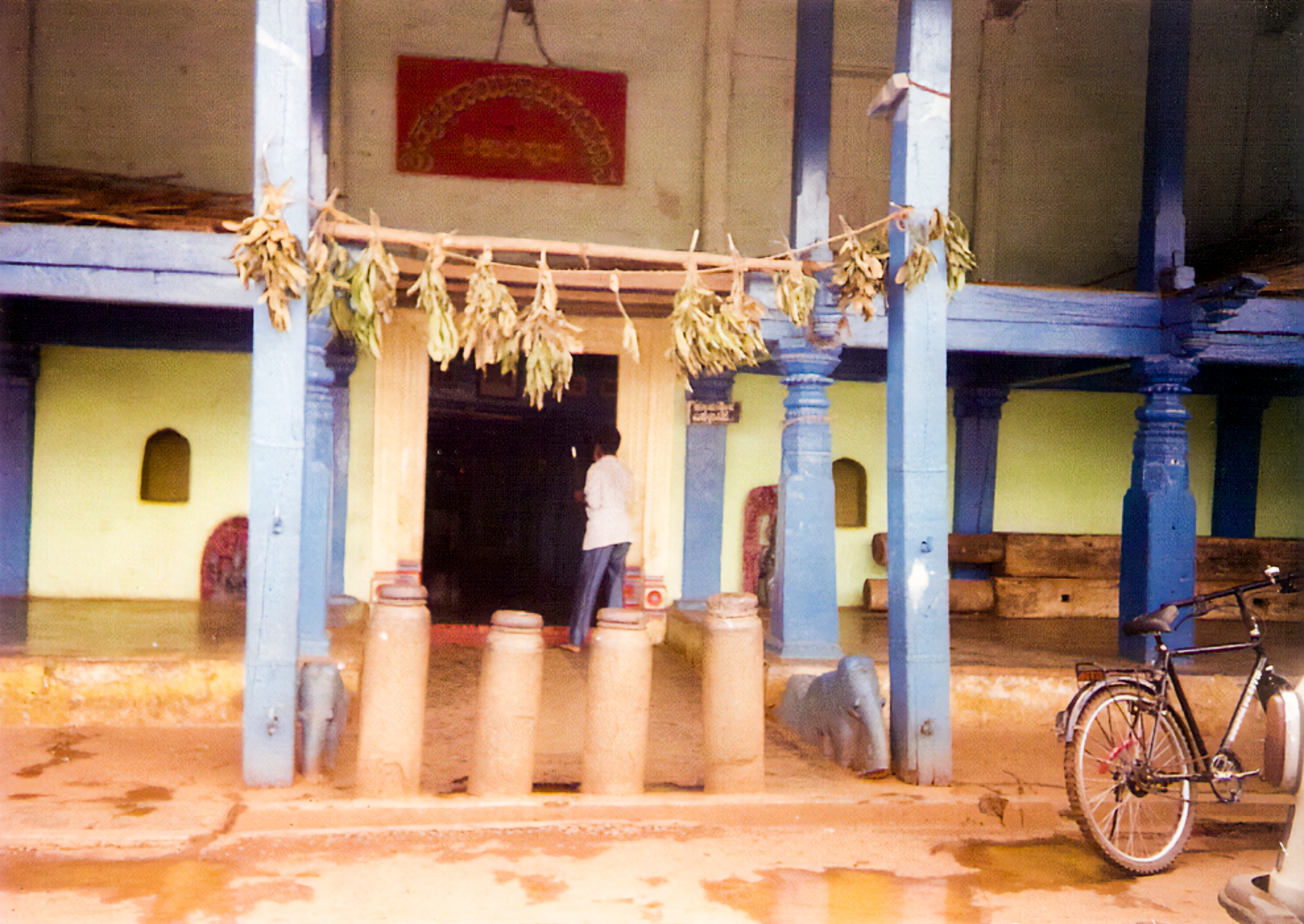
The Huccharaya Swamy temple in Shikaripura